# Гельмгольц, Рихард фон
Рихард Вильгельм фон Гельмгольц (нем. Richard Wilhelm von Helmholtz; 28 сентября 1852 года , Кёнигсберг, Пруссия — 10 сентября 1934 года, Мюнхен, Бавария) — немецкий инженер и конструктор паровозов.

## Биография
Рихард фон Гельмгольц родился в семье известного немецкого учёного, физиолога и физика Германа фон Гельмгольца (1821—1894) и его первой жены Ольги (урождённой Вельтен; 1827—1859). Вследствие болезни Ольги (она болела туберкулёзом) по предписанию врачей и с надеждой на улучшение здоровья в другом климате, семья часто переезжала. Сначала переехали в Бонн в 1855 году, затем — в Гейдельберг в 1858 году, где Рихард учился в средней школе. После обучения в Штутгартском политехнического институте и стажировки на машиностроительной компании Borsig в Берлине, он изучал машиностроение в Техническом университете Мюнхена, в том числе у Иоганна Баушингера и Карла фон Линде .
После получения диплома в 1876 году начал свою работу в качестве конструктора на локомотивном заводе Краусса в Мюнхене, где он вскоре стал руководителем конструкторского бюро. На этой должности он в значительной степени определял судьбу компании до своего ухода на пенсию в 1918 году, особенно после ухода владельца завода Георга Краусса из управления в 1885 году. В ходе своей работы он занимался совершенствованием узлов и деталей паровоза, такими, например, как улучшение и упрощение парораспределения Гейзингера.
В 1887 году впервые исследовал состояние локомотивов на поворотах и износ колес и рельсов. В качестве практического результата эта теоретическая работа привела к созданию в 1888 году рулевой рамы Краусса-Гельмгольца, которая в последующем устанавливалась на многих локомотивах, а не только на паровозах. Австрийский конструктор Карл Гёльсдорф сделал дальнейшие выводы из исследований Гельмгольца и разработал ось поперечного смещения купола, так называемую ось Гёльсдорфа, которая стала стандартом в локомотивостроении.
Рихард фон Гельмгольц разработал и построил следующие типы локомотивов:
- Баварский D VIII
- Баварский АА I , один из вариантов В XI с предварительным натяжением моста построены только в одном экземпляре;
- Баварский Pt 2/3
- D XII (Pt2 / 5) и почти идентичен P2.II (Пфальц) машина построена в общей сложности 174 единиц без фиксированной колесной базы
- Пфальц Р 5

Во время своей работы на заводе Краусса, опубликовал множество статей по истории развития локомотивов, в основном в Die Lokomotive, специализированном журнале по железнодорожным технологиям из Вены.